# Heinz Ackermans
Heinz Ackermans (* 29. Oktober 1949 in Mülheim an der Ruhr als Heinrich Anton Kleine-Klopries) ist ein deutscher Bildhauer, Maler, Grafiker und Kunstsammler.

## Leben
Heinz Kleine-Klopries studierte nach einem Intermezzo in einem katholischen Priesterseminar von 1971 bis 1976 an der Folkwang-Hochschule in Essen Bildhauerei. Von 1978 bis 1981 war er Kunsterzieher an der Gesamtschule Rodenkirchen in Köln. Mit Skulpturen, die aus einer Faszination für den menschlichen Körper hervorgingen und von einer Vorliebe für mythologische Figuren inspiriert sind, machte er in den 1980er Jahren auf sich aufmerksam. Nach klassisch anmutenden Figuren, die er aus Gips schuf oder in Bronze goss, wurde er durch große, installative Figuren-Ensembles aus Lego-Steinen wie den Koloss von Rhodos bekannt. Auch schuf er eine Pietà aus Pappkarton, die er nach dem Vorbild von Georg Baselitz mit einer Kettensäge bearbeitete. Solche und andere Arbeiten präsentierte er in Einzel- und Gruppenausstellungen, unter anderem in der Neuen Nationalgalerie in West-Berlin, in der Galerie im Museum Folkwang in Essen und in dem Kunstraum Wuppertal.
Bei der Heirat mit Simone Ackermans, einer Tochter des Allkauf-Gründers und Medienunternehmers Gerhard Ackermans aus Aldekerk, änderte er seinen Nachnamen. Nunmehr vermögend räumte er sein Kölner Atelier, gab seine Bildhauertätigkeit auf und bezog mit seiner Gattin als Wohnsitz das Haus Fürstenberg auf dem Fürstenberg in Xanten. Dort bauten beide ab 1986 eine bedeutende Kunstsammlung mit künstlerischen Positionen der 1980er und 1990er Jahre auf. 1997 zog das Paar, mittlerweile Eltern von zwei Töchtern (* 1988 und 1993) und einem Sohn (* 1991), nach London, wo die Sammlung weiter anwuchs. Ihre Kollektion enthielt Werke einiger klassischer moderner Künstler wie Anselm Kiefer, Andy Warhol und Sigmar Polke sowie Arbeiten von Künstlern der Arte Povera wie Mario Merz, Michelangelo Pistoletto und Jannis Kounellis. Eckpfeiler der Sammlung bildeten Werke der Künstler Katharina Fritsch, Reinhard Mucha, Thomas Schütte und Robert Gober. 142 Werke der Kunstsammlung gingen im Jahr 2005 als Gutschrift gegen Steuerschulden der Familie Ackermans in den Besitz der Kunstsammlung Nordrhein-Westfalen über.
Nach Trennung und Scheidung von seiner Ehefrau (2005) begann Heinz Ackermans in Ateliers auf einer Finca der spanischen Insel Mallorca und in London wieder als Bildhauer zu arbeiten. Neben dem Ausprobieren vieler Materialien, darunter Gips, Montageschaum, Wachs, Wollfäden und Silikon, beschäftigte er sich mit einem neuen experimentellen Verfahren, das er Negativskulptur nennt. In selbstgebauten Eisengefäßen werden dabei figürliche Plastiken aus weichem Ton geformt.